# Mollisinopsis
Mollisinopsis is een geslacht van schimmels behorend tot de familie Pezizellaceae. De typesoort is Mollisinopsis filicis.

## Soorten
Volgens Index Fungorum telt het geslacht drie soorten (peildatum oktober 2023):
| Soortnaam                | Auteur(s)                                 | Publicatiejaar |
| ------------------------ | ----------------------------------------- | -------------- |
| Mollisinopsis aurantiaca | Arendh. & R. Sharma                       | 1986           |
| Mollisinopsis filicis    | Arendh. & R. Sharma                       | 1984           |
| Mollisinopsis indica     | (Arendh. & R. Sharma) Arendh. & R. Sharma | 1984           |